# Symphurus ginsburgi
Symphurus ginsburgi är en fiskart som beskrevs av Menezes och Benvegnú, 1976. Symphurus ginsburgi ingår i släktet Symphurus och familjen Cynoglossidae. Inga underarter finns listade i Catalogue of Life.